# Михальченко, Валерий Васильевич
Вале́рий Васи́льевич Миха́льченко (5 апреля 1941 года — 13 сентября 2013 года) — советский и российский дирижёр и педагог. Народный артист Российской Федерации (2007).

## Биография
Родился в городе Челябинске.
Учился в Челябинской детской музыкальной школе № 4 по классу скрипки. В 1968 году окончил дирижёрско-хоровое отделение Челябинского музыкального училища имени Петра Ильича Чайковского.
В 1972 году окончил дирижёрско-хоровой факультет Уральской государственной консерватории имени М. П. Мусоргского, класс профессора З. Ф. Ишутиной.
С 1968 года — преподаватель Челябинского педагогического училища № 1 (хоровой класс, дирижирование). В 1970 году начал преподавательскую деятельность в Челябинском музыкальном училище (хоровой класс, хоровая аранжировка, чтение хоровых партитур).
С 1978 года — заведующий дирижёрско-хоровым отделением Челябинского музыкального училища. В 1998 году стал преподавателем Челябинского государственного института искусств и культуры, вел хоровой класс.
В 1974 году Михальченко организовал камерный хор (с 1989 года профессиональный камерный хор), являлся его художественным руководителем и главным дирижёром.
Под руководством Михальченко хор участвовал во многочисленных конкурсах и фестивалях, выступал с гастролями в городах СССР.
Скончался 13 сентября 2013 года в Челябинске. Похоронен на Митрофановском кладбище.

## Звания
- Народный артист Российской Федерации (9 апреля 2007 года) — за большой вклад в развитие театрального искусства и многолетнюю плодотворную деятельность.[2][3]
- Заслуженный артист Российской Федерации (30 мая 1995 года) — за большие заслуги в области искусства.[1][4]